# Eurytion (centaure)
Pour les articles homonymes, voir Eurytion.

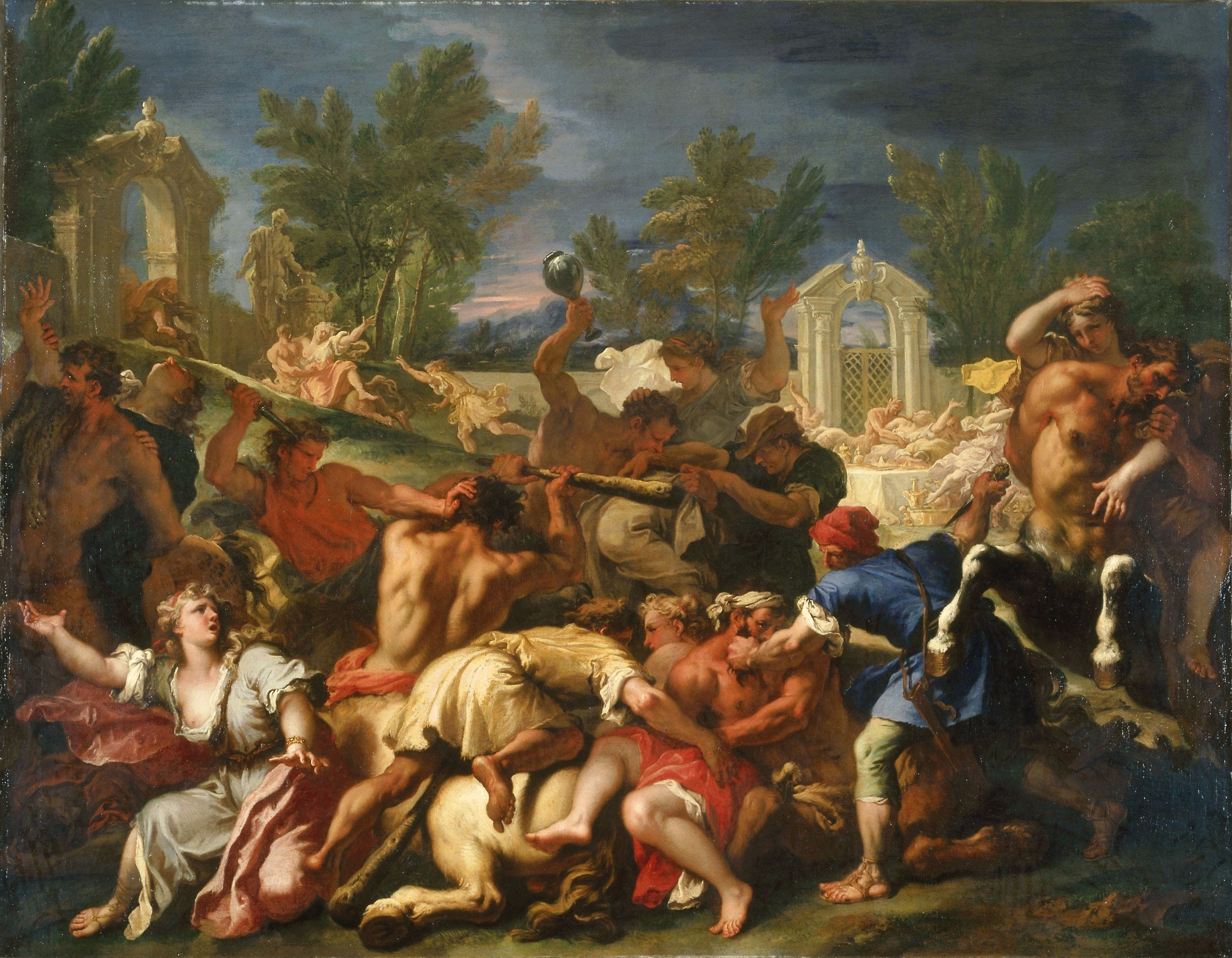
La Bataille des Lapithes et des Centaures
Sebastiano Ricci, 1705-1710
High Museum of Art, Atlanta

Dans la mythologie grecque, Eurytion  (en grec ancien Εὐρυτίων / Eurutíôn) est un centaure. Son inconduite lors de la célébration du mariage de Pirithoos, roi des Lapithes, déclencha la guerre entre les centaures et les Lapithes : ivre, il tenta de prendre de force et violer la mariée.

## Généalogie
Selon Apollodore, Eurytion nait de l'union d'Ixion et Néphélé.

## Sources
1. ↑  Musée d'Atlanta
2. ↑  Apollodore. Épitomé I,20 (Traduction en français)

- Pseudo-Apollodore, Bibliothèque [détail des éditions] [lire en ligne] (II, 5, 4).
- Diodore de Sicile, Bibliothèque historique [détail des éditions] [lire en ligne] (IV, 33, 1).
- Homère, Odyssée [détail des éditions] [lire en ligne] (XXI, 295 et suiv.).
- Hygin, Fables [détail des éditions] [(la) lire en ligne] (XXXIII).